# Ryōji Yamanaka
Ryōji Yamanaka (japanisch 山中 良二 Yamanaka Ryōji; * 19. April 1983 in der Präfektur Ōita) ist ein ehemaliger japanischer Fußballspieler.

## Karriere
Yamanaka erlernte das Fußballspielen in der Schulmannschaft der Oita High School. Seinen ersten Vertrag unterschrieb er 2002 bei den Mito HollyHock. Der Verein spielte in der zweithöchsten Liga des Landes, der J2 League. Ende 2003 beendete er seine Karriere als Fußballspieler.